# Odes
Odes é um álbum de estúdio da cantora grega Irene Pappás em parceria com Vangelis, lançado em 1979. O álbum, além de canções tradicionais gregas, traz duas músicas compostas por Vangelis, "La Danse du Feu" e "Racines".

## Faixas
1. "Les 40 Braves" – 5:19
2. "Neranzoula" (Le Petit Oranger) – 5:53
3. "La Danse du Feu" – 6:06
4. "Les Kolokotronei" – 3:20
5. "Le Fleuve" – 6:46
6. "Racines" – 8:52
7. "Lamento" – 8:31
8. "Menousis" – 6:37